# Luigi Bettazzi

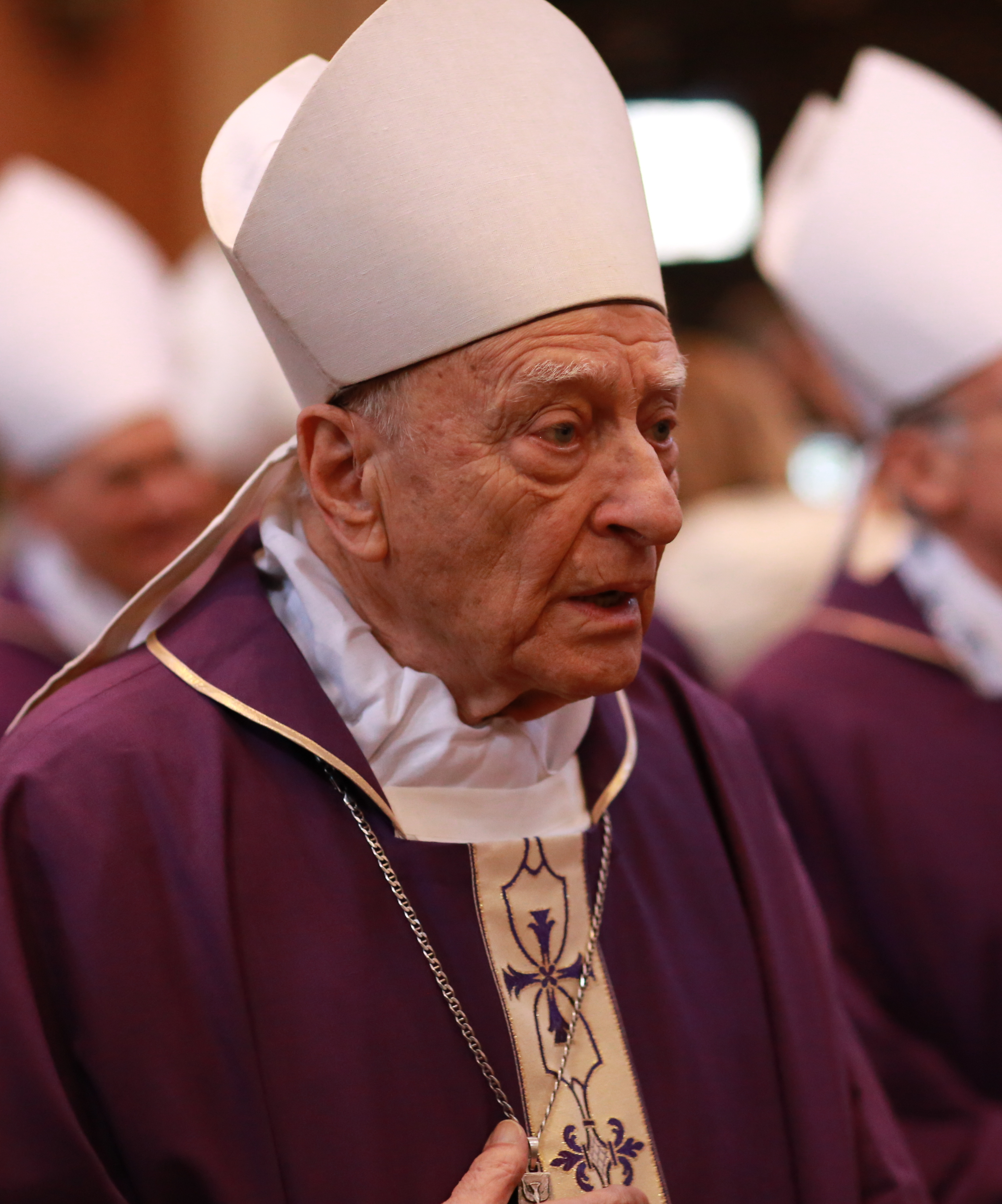
Bischof Luigi Bettazzi (2015)

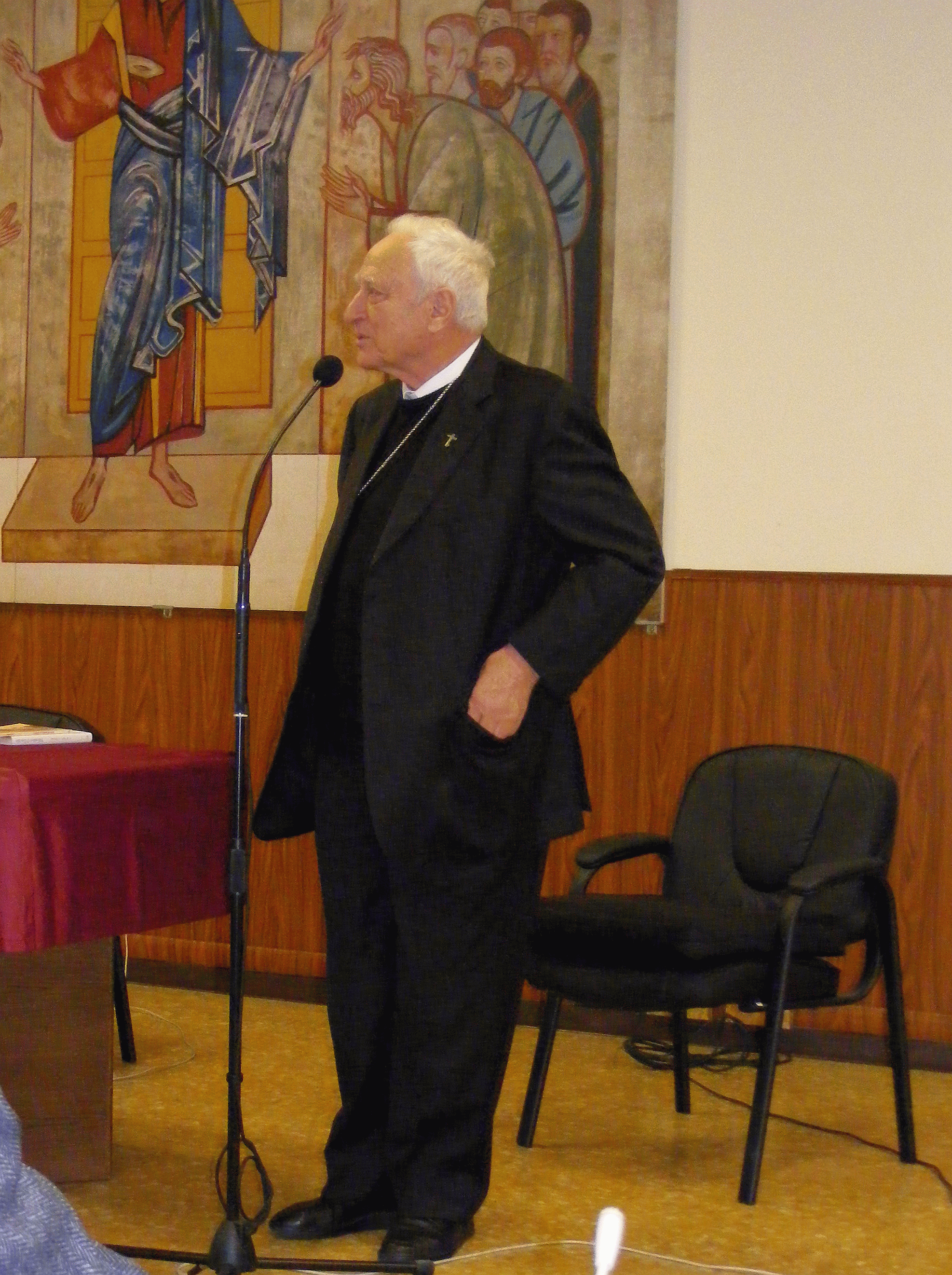
Bischof Luigi Bettazzi (2008)

Wappen von Luigi Bettazzi

Luigi Bettazzi (* 26. November 1923 in Treviso; † 16. Juli 2023 in Albiano d’Ivrea) war ein italienischer römisch-katholischer Geistlicher und Bischof von Ivrea.

## Leben
Luigi Bettazzi, drittes von sieben Kindern, trat mit zehn Jahren in das Knabenseminar in Treviso und später in Bologna ein. Am 4. August 1946 empfing er die Priesterweihe durch Kardinal Giovanni Nasalli Rocca di Corneliano, Erzbischof von Bologna. Er absolvierte ein Theologiestudium an der römischen Päpstlichen Universität Gregoriana und anschließend ein Philosophiestudium an der Universität Bologna. In Bologna unterrichtete er am Päpstlichen Regionalseminar und engagierte sich in der Jugendbewegung, als Diözesanassistent und stellvertretender nationaler Assistent der katholischen Universitätsstudenten der Federazione universitaria cattolica italiana (FUCI), die der Internationalen Katholischen Studierenden Jugend angehört.
Am 10. August 1963 ernannte ihn Papst Paul VI. zum Weihbischof im Erzbistum Bologna, verbunden mit dem Titularbistum Thagaste. Die Bischofsweihe spendete ihm der Erzbischof von Bologna, Giacomo Kardinal Lercaro, am 4. Oktober 1963. Mitkonsekratoren waren der Bischof von Albenga, Gilberto Baroni, und der Bischof von Crema, Franco Costa.
Am 26. November 1966 wurde er zum Bischof von Ivrea ernannt.
Im Jahr 1968 wurde er zum nationalen Präsidenten von Pax Christi, einer internationalen katholischen Friedensbewegung, ernannt. Von 1978 bis 1985 war er Präsident von Pax Christi International. Für seine Verdienste erhielt er den Internationalen Preis der UNESCO für Friedenserziehung. Im April 1983 vertrat er die römisch-katholische Kirche bei der Ökumenischen Friedenskonferenz in Uppsala. Im italienischen Wahlkampf 1994 bezeichnete er Jesus als „Progressiven“. Am 20. Februar 1999 nahm Papst Johannes Paul II. sein altersbedingtes Rücktrittsgesuch an.
Luigi Bettazzi war zuletzt einer von noch sechs lebenden Konzilsvätern des Zweiten Vatikanischen Konzils (1962–1965), der an drei Sitzungen teilnahm, sowie der letzte lebende europäische Konzilsvater. Während des Konzils unterzeichnete er auch den Katakombenpakt. Er war der letzte lebende Erstunterzeichner dieses Paktes. Den Lebensstil und die Amtsführung von Papst Franziskus sah er als Umsetzung des Katakombenpaktes. Zudem wünschte er sich, den Katakombenpakt stärker ins öffentliche Bewusstsein zu rücken.
Am 4. April 2016 wurde Bettazzi die Ehrenbürgerschaft der Stadt Bologna verliehen.
Er war zuletzt der drittälteste lebende Bischof der katholischen Kirche.

## Schriften
- Il padre nostro... Alla Ss. Trinità, con Maria (Guidati dallo Spirito), AVE 2000, ISBN 978-88-8065-183-3
- Anticlericali e clericali. Dal Risorgimento italiano alla nonviolenza (Oggi e domani), EDB 2006, ISBN 978-88-10-14026-0
- Carne e spirito. Adamo, Cesù Cristo... e la pace fra gli uomini (Spiritualità del nostro tempo), Cittadella 2007, ISBN 978-88-308-0917-8
- In dialogo con i lontani. Memorie e riflessioni di un vescovo un po' laico, Aliberti 2008, ISBN 978-88-7424-438-6
- Il Concilio, i giovani e il popolo di Dio, EDB 2011, ISBN 978-88-10-51308-8
- Apocalisse: Messaggio di speranza, Guaraldi 2019 (Kindle)
- Das Zweite Vatikanum: Neustart und Aufbruch, Echter 2012, ISBN 978-3-429-03531-0